# Salon des artistes français
Pour les autres Salons parisiens, voir Salon.
Le Salon des artistes français est une exposition d'art qui se tient chaque année, début février, à Paris. Il présente des peintures, sculptures, oeuvres d'architecture, gravures, et plus récemment des photographies, etc.
Se tenant depuis 1880, il a succédé au Salon de l'Académie des beaux-arts, héritière de l'Académie royale de peinture et de sculpture. Le Salon annuel est organisé par la Société des artistes français seulement depuis 1881. La Société des artistes français est reconnue d'utilité publique par un décret du 11 mai 1883.

## Historique
Le 1er mai 1880 s'ouvre au palais des Champs-Élysées le « Salon des artistes français », premier du nom, remplaçant le salon de peinture et de sculpture. Le 27 décembre 1880, Jules Ferry, ministre de l'Instruction publique et des Beaux-arts, demande aux artistes ayant été admis à ce salon en mai de se constituer en « Société des artistes français », laquelle est désormais destinée à gérer cet événement, à savoir « l'exposition annuelle des Beaux Arts en lieu et place de l'État ». La fin du monopole public est entérinée en 1881 et d'autres salons vont pouvoir naître au fil des années suivantes à Paris.
Dès 1890, en effet, des jeunes peintres comme Lucien Simon, conduits par des maîtres tels qu'Auguste Rodin et Pierre Puvis de Chavannes, lassés de l'autoritarisme académique du Salon des artistes français, créent un nouveau salon et rejoignent la Société nationale des beaux-arts, plus ouverte aux idées nouvelles.

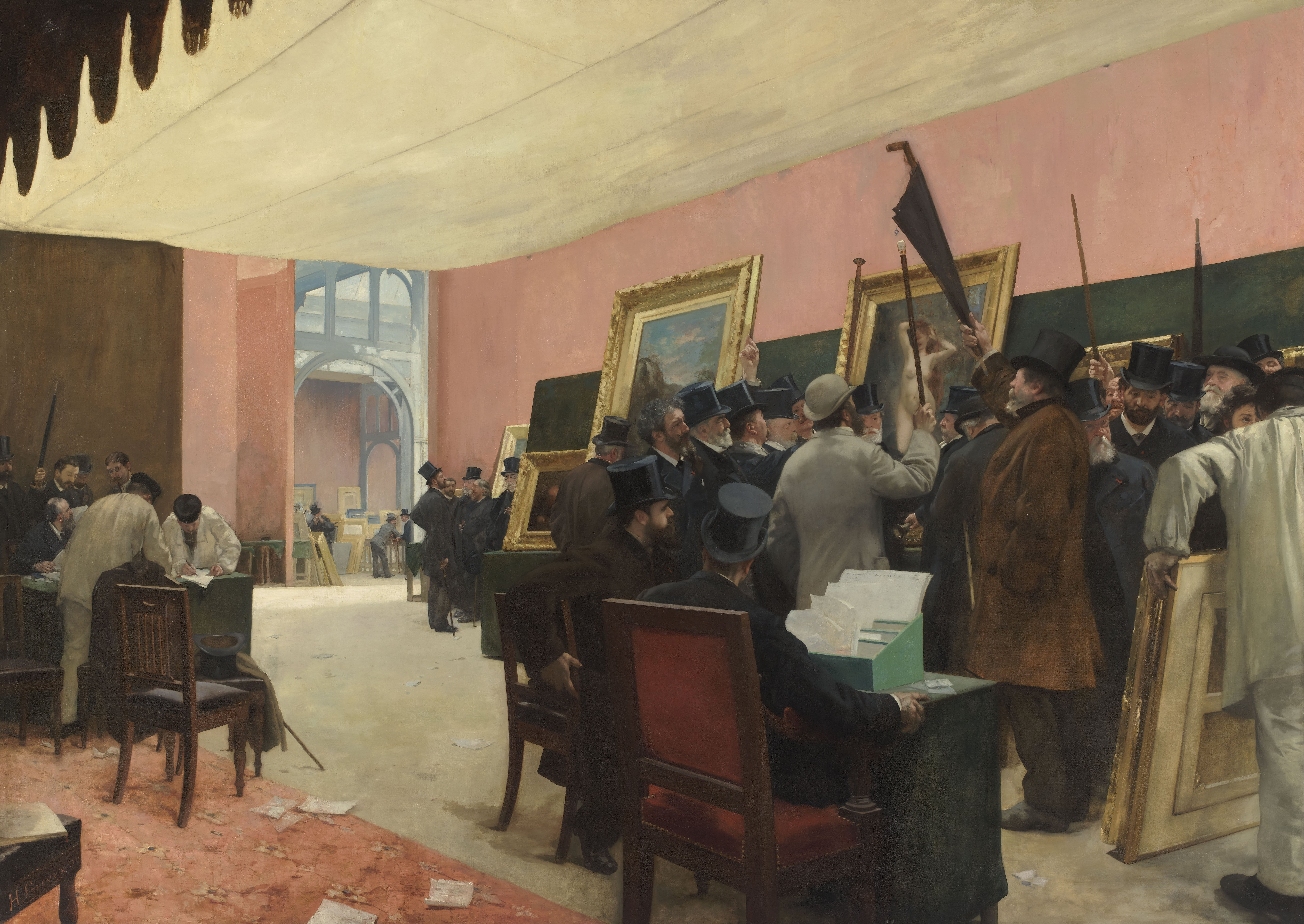
Une séance du jury de peinture au Salon des artistes français, Henri Gervex, 1885, musée d'Orsay, Paris.

En 1893, Raymond Poincaré précise, face aux sociétaires, la vision du ministre Ferry et la mission publique : « Jules Ferry avait voulu messieurs que vous fussiez libres et que le gouvernement n'étendît pas sur vous l'apparence même de son autorité. Mais pas plus que vous, il n'avait admis que la neutralité de l’État pût dégénérer en indifférence. Il n'entendait pas que l'administration s'avisât de vous régenter, de vous surveiller ou de vous contrôler ; il considérait, en revanche, qu'elle ne devait rien épargner pour vous aider et pour contribuer, d'accord avec vous, au développement de l'art français. Tels sont les sentiments dans lesquels ont persévéré tous ses successeurs et dont est également pénétré, messieurs, le ministre actuel ».
En 1895, le même Poincaré rappelait que « […] L'État, messieurs, est impartial et éclectique. Il ne donne pas de conseils, il ne propage pas de théories. […] La tâche de l'État n'est donc pas de favoriser des genres, de donner des directions, d'immobiliser la vie dans le cadre des leçons artificielles. […] ».
En 1909, le sous-secrétaire d'État aux beaux-arts, Étienne Dujardin-Beaumetz, passe commande à Jules Grün de la vaste fresque qui célèbre en 1911 le 30e anniversaire du Salon des artistes français. Le peintre représente dans Un vendredi au Salon des artistes français une centaine de personnalités de l'époque : les peintres Henri Harpignies, Fernand Cormon, Léon Bonnat, Charles Léandre, Clémentine-Hélène Dufau, l'architecte Victor Laloux, la chanteuse Yvette Guilbert, le compositeur Gabriel Fauré, le caricaturiste Sem, les comédiennes Geneviève Lantelme et Renée Maupin, l'inventeur du vin Mariani, bibliophile et mécène, Angelo Mariani, debout au premier plan, à gauche de Geneviève Lantelme.

### Fonctionnement de la Société des artistes français
La Société des artistes français est composée d'un bureau élu par le comité. Les sociétaires élisent les membres du comité et un jury pour chaque section. Le jury est élu pour trois ans parmi les sociétaires médaillés d'or.

#### Section photographie
La photographie fait son apparition au Salon des artistes français en 1992. Cette section n'est pérennisée dans les statuts de la société qu'en décembre 2014. Les sections peinture, sculpture, architecture, gravure étaient constituées dès l'origine.

### Grand Palais et la Société des artistes français
Depuis 1901, la Société des artistes français expose sous la nef du Grand Palais à Paris.
Elle tenait Salon auparavant au Palais de l'Industrie démoli pour l'Exposition universelle de 1900 et remplacé par le Grand Palais. Un concours d'architecture est lancé en 1894. Il est destiné à concevoir un Palais des Arts. Ce concours est remporté par des architectes sociétaires des artistes français : Albert-Félix-Théophile Thomas, Charles Girault, Henri Deglane et Albert Louvet. Le chantier commence en 1898, la construction dure deux ans et le bâtiment est inauguré pour l'Exposition universelle de Paris de 1900. Ce monument est maintenant classé monument historique.
Parmi les sociétaires des artistes français, beaucoup ont participé à la construction du Grand Palais.

#### Sociétaires des artistes français ayant participé à la construction du Grand Palais
- André-Joseph Allar (sculpteur)
- Henri Emile Allouard (sculpteur)
- Alexis André
- Zacharie Astruc (peintre)
- Louis Baralis (sculpteur)
- Georges Bareau (sculpteur)
- Louis-Ernest Barrias (sculpteur)
- Paul Baudoüin (peintre)
- Paul-Armand Bayard de la Vingtrie (sculpteur)
- Michel Béguine (sculpteur)
- Albert Besnard (peintre)
- Charles Beylard (sculpteur)
- Joseph Blanc  (peintre)
- Jules Blanchard (sculpteur)
- Émile-André Boisseau (sculpteur)
- Alfred Boucher (sculpteur)
- Edgar Boutry (sculpteur)
- Paul-Gabriel Capellaro (sculpteur)
- Antonin Carlès (sculpteur)
- Auguste Carli (sculpteur)
- Jean Carlus (sculpteur)
- Félix Charpentier (sculpteur)
- Louis Clausade (sculpteur)
- Louis Convers (sculpteur)
- Henri Cordier (sculpteur)
- Alphonse Cordonnier (sculpteur)
- Fernand Cormon (peintre)
- Jules Coutan (sculpteur)
- Horace Daillion (sculpteur)
- Jules Dalou (sculpteur)
- Daniel Dupuis (sculpteur)
- Alfred Darvant (sculpteur)
- Henri-Adolphe Deglane (architecte)
- Jules Desbois (sculpteur)
- Jean-Charles Desvergnes (sculpteur)
- Joseph Enderlin (sculpteur)
- Léon Fagel (sculpteur)
- Alexandre Falguière (sculpteur)
- Maurice Ferrary (sculpteur)
- Louis Édouard Fournier (peintre)
- Emmanuel Frémiet (sculpteur)
- Georges Gardet (sculpteur)
- Paul Gasq (sculpteur)
- Henri Gauquié (sculpteur)
- Gustave Germain (sculpteur)
- Charles-Louis Girault (architecte)
- Pierre Granet (sculpteur)
- Henri Gréber (sculpteur)
- Benoît Lucien Hercule (sculpteur)
- Jean-Baptiste Hugues (sculpteur)
- Ferdinand Humbert (peintre)
- Jean-Antonin Injalbert (sculpteur)
- Jules Jacques Labatut (sculpteur)
- Émile Lafont (sculpteur)
- Raoul Larche (sculpteur)
- Hippolyte Lefèbvre (sculpteur)
- Camille Lefèvre (sculpteur)
- Hector Lemaire (sculpteur)
- Alfred Lenoir (sculpteur)
- Agathon Léonard (sculpteur)
- Henri Levasseur (sculpteur)
- Henri-Édouard Lombard (sculpteur)
- Claudine Loquen (peintre)
- Louis-Albert Louvet (architecte)
- Émile Madeline (sculpteur)
- Laurent Marqueste (sculpteur)
- André Massoulle (sculpteur)
- Gustave Michel (sculpteur)
- Alphonse Emmanuel de Moncel de Perrin (sculpteur)
- Léopold Morice (sculpteur)
- Henri Nelson (sculpteur)
- Victor Peter (sculpteur)
- Émile Peynot (sculpteur)
- Georges Récipon (sculpteur)
- Alfred Roll (peintre)
- René de Saint-Marceaux (sculpteur)
- Auguste Seysses (sculpteur)
- François Sicard (sculpteur)
- Émile Soldi (sculpteur)
- Félix Soulès (sculpteur)
- Léopold Steiner (sculpteur)
- Auguste Suchetet (sculpteur)
- Corneille Theunissen (sculpteur)
- Gabriel-Jules Thomas (sculpteur)
- Albert-Théophile Thomas (architecte)
- Tony Noël (sculpteur)
- Raoul Verlet (sculpteur)
- Jacques Villeneuve (sculpteur)

## Expositions
Les expositions ont lieu tous les ans au Grand Palais, sauf pendant la première guerre mondiales où le Salon a été interrompu, et pendant la seconde guerre mondiale et l'immédiat après-guerre où il a eu lieu au Palais de Tokyo.
L'édition 2013 du Salon des artistes français s'est déroulée du mercredi 5 au 9 décembre. L'édition 2014, du 25 au 30 novembre. En 2015, du 24 au 29 novembre. En 2018, du 14 au 18 février.

## Quelques exposants célèbres

### Peintres
- Álvaro Alcalá Galiano y Vildósola
- Fernand Allard l'Olivier
- Paul Ambille
- Pierre-Laurent Baeschlin
- Pierre Ernest Ballue
- Jeanne Baraduc
- Simone Barbié
- Jules Bastien-Lepage
- Michèle Battut
- Henri Beau
- Émile Beaussier
- Charles Beauverie
- Gabrielle Bellocq
- Anatole Odilon Bernast
- Jehan Berjonneau
- Marguerite Bermond
- Louis Berthomme Saint-André
- Bertrand-Moulin
- Raymond Biaussat
- Georges Bilhaut
- Paul Bocquet
- Bernard Boesch
- Georges A. L. Boisselier
- Maurice Boitel
- Rosa Bonheur[9]
- Léon Bonnat[10]
- François Boucher
- Pierre Boudet
- Eugène Boudin
- Maurice Boudot-Lamotte
- William Bouguereau
- André Bourrié
- Louise Catherine Breslau
- Jules Breton
- Mattéo Brondy
- Alexandre Jean-Baptiste Brun
- Alexandre Cabanel
- Horace de Callias
- Georges Capon
- Philippe Cara Costea
- Mary Cassatt
- Clément Castelli
- Jules Cavaillès
- Céelle
- Paul Cézanne[11]
- Maurice Chabas
- Jean Siméon Chardin
- Marcel Chassard
- Théodore Chassériau
- Bernard Conte
- Benjamin-Constant
- Rémy Cogghe
- Fernande Cormier
- Jean-Baptiste Camille Corot
- Gustave Courbet
- Thomas Couture
- André Crochepierre[12]
- Jean Da Milano
- Charles-François Daubigny
- Jacques-Louis David[13]
- Edmond Daynes
- François Décorchemont
- Edgar Degas[14]
- Eugène Delacroix
- Gabriel Deluc
- Virginie Demont-Breton
- Gustave Dennery
- Jacques Derrey
- Auguste Desch
- Yves Dieÿ
- Raoul Dufy[15]
- Frédéric Dumouchel
- Maurice Eliot
- Hubert-Denis Etcheverry
- Pierre-Nicolas Euler
- Jean Even
- Henri Fantin-Latour
- Henri Farge
- Maurice Faustino-Lafetat
- François Flameng
- Jean-Louis Forain
- Jean-Honoré Fragonard
- Daniel Gallais
- Jean Garonnaire
- Charles Genty
- Théodore Géricault
- Alberto Giacometti
- Anne-Louis Girodet
- Paul Girol
- Samuel Granowsky
- Jean-Baptiste Greuze
- Antoine-Jean Gros
- René Marcel Gruslin
- Rose Marguerite Guillaume
- Henri Harpignies
- Alexis Hinsberger
- René Charles Edmond His
- Jean-Auguste-Dominique Ingres
- Eugène Isabey
- Dan Jacobson
- Pierre Georges Jeanniot
- Johan Barthold Jongkind
- Adrienne Jouclard
- Monique Journod
- Jean Julien
- Alexis Kalaeff
- Albert-Antoine Lambert
- Achille Laugé
- Georges Laugée
- Charles Le Brun
- Marc Le Coultre
- Max Leenhardt
- Roland Lefranc
- François Legrand
- Edmond Leroy dit Leroy-Dionet
- Ernest Lessieux
- Ray Letellier
- Katherine Librowicz
- Roger Limouse
- Bernard Lorjou
- Claudine Loquen
- Diogène Maillart
- Édouard Manet[16]
- Paul-Émile Mangeant
- Marie Antoinette Marcotte
- Pierre Matossy
- Georges Sauveur Maury
- Ernest Meissonier
- Florimond Météreau
- Jean-François Millet
- Maurice Millière
- Bertrand Mogniat-Duclos
- Gustave Moïse
- Claude Monet[17]
- Mireille Montangerand
- Gustave Moreau
- Claude Morini
- Jean-Jacques Morvan
- Paul-Franz Namur
- Jean-Marc Nattier
- Marthe Orant
- Michel Pandel
- Blaise Patrix
- Marcel Peltier
- Francis Picabia
- Auguste Pichon
- Fernand Pinal
- Abel Pineau
- Camille Pissarro
- Jean-Pierre Pophillat
- Richard de Prémare
- Eugène Prévost-Messemin
- Gaston Prost
- Pierre-Paul Prud'hon
- Pierre Puvis de Chavannes
- Germain Raingo-Pelouse
- Roger Reboussin
- Odilon Redon
- Auguste Renoir
- Hilda Rix Nicholas
- Claude Roederer
- Georges Rouault
- Eugénie Salanson
- Vicente Santaolaria
- Christian Sauvé
- Roger Schardner
- Émile-Allain Séguy
- Michel Sementzeff
- Bernadette Sers
- Georges Seurat
- Alfred Sisley
- Joseph Soumy
- Eugène Thiery
- Élisabeth Vigée Le Brun
- Joseph Steib
- Éliane Thiollier
- Jacques Thiout
- Simone Tiersonnier
- Kristine Tissier
- Antony Troncet[18]
- Marie-Renée Ucciani
- Gabriel Venet
- Claude Joseph Vernet
- Alfred Verwée[19]
- Marcel Vicaire
- André Vignoles
- Viko
- Paul Villiers
- Édouard Vuillard
- Paul Welsch
- James Abbott McNeill Whistler
- David Widhopff
- Jacques Winsberg

### Sculpteurs
- Michel Baduel[20]
- Auguste Bartholdi
- Antoine-Louis Barye
- Paul Belmondo
- Antoine Bourdelle
- Pierre-Etienne Daniel Campagne
- Jean-Baptiste Carpeaux
- Camille Claudel
- Henri-Louis Cordier
- Jean-Pierre Cortot
- Auguste Coutin[21]
- Aimé-Jules Dalou
- Robert David d'Angers[13]
- Auguste Davin
- Antoine Étex
- Alexandre Falguière
- Emmanuel Frémiet
- Gabriel Forestier
- Roland Guillaumel
- Richard Guino
- Jean-Antoine Injalbert
- Jean-Antoine Houdon
- Paul Maximilien Landowski
- Aristide Maillol
- Alfred Marzolff
- Victor Nicolas
- Ernest Nivet
- Gustave Obiols
- Auguste Ottin
- Francis Pellerin
- Georges Petit de Chemellier
- Jean-Baptiste Pigalle
- James Pradier
- Anna Quinquaud
- Eugène Raguet
- Georges Récipon
- Auguste Rodin
- François Rude
- Marie-Renée Ucciani
- Alexandre Vibert

### Architectes
- Antoine-Nicolas Bailly
- Victor Baltard[22]
- Henri Deglane
- Charles Garnier[23]
- Georges Labro
- Louis-Albert Louvet[24]
- Victor Laloux[25]
- Henri-Paul Nénot
- Roger Poyé[26]
- Henri Sajous[27]
- Albert-Félix-Théophile Thomas[28]
- Albert Tournaire
- Eugène Viollet-le-Duc[29]

### Graveurs
- Michel Baduel[20]
- Félix Bracquemond[30],[31]
- Aimé Dallemagne[32]
- Albert Decaris[33]
- Gustave Doré[34]
- Hélène Laffly[35].
- Louis Monziès[36]
- Louis Oscar Roty[37]
- André Dunoyer de Segonzac[33]

## Récompenses
Le système des récompenses du Salon des artistes français est institué depuis 1880 selon un système rendu effectif en 1849.
Les médailles d'honneur, de 1re classe, 2e et 3e classe ont été instituées dans un souci d'encouragement aux artistes. Ces médailles subissent des évolutions au cours des ans. Depuis 1946, elles deviennent des médailles d'or, argent et bronze, attribuées dans les cinq sections : peinture, sculpture, gravure, architecture, photographie. La médaille d'honneur récompense l'ensemble d'une œuvre d'un artiste sociétaire. Les médailles sont éditées par la Monnaie de Paris et gravées par des sociétaires graveurs en médailles.
Des prix privés, fondés en mémoire d'un artiste défunt ou des dotations faites à la Société des artistes français pour encourager un travail artistique, sont attribués à chaque salon par le jury. L'Académie des Beaux-arts décerne également des prix remis sous la Coupole. 

### Médaille d'honneur
- 1899 : Francis Tattegrain : Saint-Quentin pris d'assaut
- 1905 : François Sicard, sculpteur
- 1936 : Georges Fréset, peintre
- 1938 : Léon Salles, graveur
- 1968 : Henri Sajous, architecte[39]
- 1974 : Julien Rémy, sculpteur
- 1989 : Michel Baduel, pour l'ensemble de son œuvre, sculpture, dessin, gravure
- 2000 : Michel Averseng, sculpteur
- 2018 : Jacques Courtois, artiste peintre pour l'ensemble de son œuvre et son implication au sein des artistes français (président adjoint 2000-2010)

### Médaille d'or ou de1reclasse
- 1883 : Joseph Carlier
- 1891 : Gabrielle Debillemont-Chardon
- 1892 : Honoré Icard
- 1905 : Henri-Achille Zo (prix national)
- 1905 : Charles Joseph Jacquot (sculpture)
- 1906 : Édouard Doigneau
- 1914 : Gustave Dennery
- 1914 : Corneille Theunissen (sculpture)[40]
- 1920 : Pierre Ernest Ballue
- 1921 : Georges A. L. Boisselier
- 1923 : Ernest Nivet, Pierre-Gaston Rigaud
- 1924 : Fernand Allard l'Olivier
- 1926 : Paul Antin (1863-1930)
- 1927 : Paul Charavel
- 1929 : Alfred Giess
- 1930 : Mathilde Delattre, Pierre Sevaistre
- 1931 : Jean Didier-Tourné
- 1932 : Jacques Weismann ; Julien Rémy
- 1934 : Gabriel Forestier
- 1935 : Jean Rigaud
- 1936 : Georges Hamard (sculpture)
- 1937 : Lucien de Maleville
- 1938 : Robert Marie Raymond
- 1939 : Roger Poyé (architecte) pour l'école le P'tit Quinquin à Calais
- 1942 : Marie Berton-Maire
- 1948 : Roger Bertrand Baron
- 1959 : Alfred Lavergne
- 1960 : Pierre Gautiez
- 1968 : André Aaron Bilis
- 1969 : Suzanne Morel-Montreuil[41] Nature morte au faisan
- 1969 :  Gilberte Bracq-Guillabert en miniature de composition
- 1975 : Rémy Durier
- 1983 : Michel Baduel
- 1990 : Michel Baduel pour ses pastels

### Médaille d'argent ou de2eclasse
- 1880 : Louis Monziès, eau-forte L'Enterrement d'un marin à Villerville[36]
- 1881 : Léon Comerre
- 1883 : Francis Tattegrain, Les Deuillants à Étaples
- 1887 : Marie-Félix Hippolyte-Lucas
- 1890 : Honoré Icard
- 1894 : Armand Guéry, peinture, La Neige
- 1900 : Louis Ridel
- 1901 : Henri-Achille Zo
- 1903 : Gustave Grau
- 1904 : Abel Bertram
- 1910 : Léon Chavalliaud, sculpture, Dom Perignon, abbaye d'Hautvillers
- 1911 : Pierre Ernest Ballue
- 1912 : Léon Broquet
- 1913 : Gabriel Deluc, peinture, Deux portraits de femmes en plein air
- 1920 : Pierre-Gaston Rigaud, Fernand Allard l'Olivier, Alméry Lobel-Riche, Joseph-Emile Bégule
- 1921 : Raymond Léon Rivoire, sculpture, poilu du monument aux morts de Cusset
- 1924 : Pierre Sevaistre
- 1925 : Marcel Vicaire
- 1926 : Alfred Giess
- 1927 : Mathilde Delattre
- 1931 : Marie Berton-Maire
- 1934 : Victor Nicolas, sculpture, Jacques Bonhomme
- 1934 : Robert Marie Raymond
- 1951 : Alfred Lavergne
- 1964 : Marguerite Portier[42]
- 1964 : Suzanne Morel-Montreuil[41] Paysanneries, aquarelle
- 1967 : Pierre Gilles
- 1977 : Marcel Montreuil[43], à titre posthume
- 1978 : Annette Faive[44]
- 1981 : Michel Baduel

### Médaille de bronze ou de3eclasse
- 1881 : Pierre Ernest Ballue, Georges Laugée
- 1884 : Michel Maximilien Leenhardt
- 1888 : Charles Joseph Jacquot (sculpture)
- 1889 : Michel Maximilien Leenhardt (exposition universelle)
- 1893 : Paul Jobert
- 1884 : Marie-Félix Hippolyte-Lucas
- 1891 : Armand Guéry, peinture, Jardin à Auménancourt, acquis par l'État, Paris, Palais du Luxembourg[45],[46]
- 1891 : Léon Chavalliaud
- 1892 : Gustaf Theodor Wallén, La chambre mortuaire[47]
- 1895 : Fernand Hamar
- 1897 : Anatole Odilon Bernast, Alfred Julien Calvé
- 1898 : Louis Ridel
- 1899 : Henri-Achille Zo
- 1900 : Alphonse Lalauze, René Charles Edmond His
- 1903 : Henry d'Estienne
- 1904 : Henri L. M. Leseigneur
- 1905 : Mathilde Delattre, Joseph Malet
- 1907 : Paul Charavel
- 1911 : Léon Broquet
- 1912 : Camille Bourget[48], Paul Villiers[49], Jean Didier-Tourné
- 1933 : Victor Nicolas, sculpture
- 1939 : Francis Pellerin

### Mention honorable
Elle fut instituée en 1857 pour pallier le nombre insuffisant de médailles pour ceux qui les avaient méritées.
- 1881 : Francis Tattegrain
- 1882 : Michel Maximilien Leenhardt
- 1885 : Armand Guéry, peinture, Le Soir à marée basse à Villerville.
- 1887 : Léon-Gustave Ravanne
- 1888 : Camille Claudel, sculpture, Vertumne et Pomone.
- 1890 : Anatole Odilon Bernast
- 1893 : Alexandre Vibert
- 1894 : Louis Albert Carvin
- 1896 : Louis Ridel
- 1897 : Henri-Achille Zo
- 1898 : Émile Georges Weiss, René Charles Edmond His, Gustave Grau
- 1899 : Alphonse Lalauze
- 1900 : Léon Printemps, Joseph Malet
- 1902 : Paul Charavel, Mathilde Delattre, Nori Malo-Renault
- 1903 : Henry d'Estienne
- 1904 : François Brillaud
- 1905 : Marie Antoinette Marcotte
- 1906 : Bruno Héroux
- 1906 : Gabriel Deluc, peinture, Intimité, Musée Bonnat-Helleu.
- 1920 : Pierre Sevaistre
- 1923 : Régnault Sarasin
- 1929 : Victor Nicolas, sculpture
- 1929 : Yan Wenliang, peinture
- 1932 : Émile Beaussier
- 1934 : Josette Nicolas-Béhar, sculpture
- 1938 : Étienne Buffet

- 1939 : Reine Steenbakkers, peinture, Un vieux comédien
- 1941 : Alfred Lavergne
- 1958 : Marguerite Portier
- 1961 : Suzanne Morel-Montreuil, pastel
- 1966 : Marcel Montreuil
- 1972 : Raphy
- 1981 : Brigitte Buscail-Lipsky

### Prix Thérèse Aubin-Mounier
- 1957 : Arnould Moreaux[50]
- 1960 : Georges Andrique[51]
- 1961 : François Mokel[52]
- 1964 : Charles Gueldry[53]
- 1967 : Georges Dargouge[54]
- 1966 : Berthe Mathieu[55]
- 1968 : Marguerite Portier[56]
- 1972 : Marcel Montreuil[57]
- 1974 : David Olère
- 1975 : Armand Dimanche
- 1976 : Odette Rondet
- 1977 : Robert Bordarier
- 1978 : Sacha Rubinstein

### Prix Henriette Bateman
- 1964 : Lucienne Deret
- 1965 : Marcel Montreuil[58]
- 1966 : Jean-Paul Dethorey[55]
- 1968 : Alexis Perrodin[56]
- 1972 : Mariane Razavi[57]
- 1974 : Frédéric Alban
- 1975 : Marie-Thérèse Cunéo d'Ornano[59]
- 1976 : Shinsei Yokoyama
- 1977 : Yves Collet
- 1978 : Serge Van den Eeckhaut

### Prix Rosa-Bonheur
(fondation Anna Klumke)
Voir la liste des lauréats "Prix Rosa-Bonheur".

### Prix Jeanne-Georges-André Burdy
- 1959 : Marguerite Portier[60]
- 1968 : Marcel Montreuil[56]

### Prix de Collonges-la-Rouge
- 1974 : Paul Hubert
- 1975 : Michel Gémignani[61].
- 1976 : Monique Journod
- 1977 : Jean Abadie
- 1978 : Jacques Léonard[62]

### Prix Ehlinger
- 1964 : Pierre Blanchard[63]

### Gustave Haller - Achille Fould
- 1975 : Marcel Montreuil[59]
- 1977 : Françoise Larrieu

### Prix Valérie Havard
(prix de nature morte)
- 1939: Yvonne Blanchon

### Prix Victor Henry-Lesur
- 1964 : Luc Lepetit
- 1972 : Daniel Deparis
- 1978 : Christian Ehlinger[62]

### André Lagrange
- 1961 : André Elipret
- 1965 : Anne-Marie Mousseigne[58]
- 1966 : M. Baroth[55]
- 1968 : Jean-Pierre Bordas[56]

### Prix Maguelonne-Lefebvre-Glaize
Prix décerné de 1905 à 1945 au moins.

### Prix Pierre Maubert
- 1976 : Marcel Montreuil[64]
- 1977 : Hervé Le Bourdelles
- 1978 : Sybille de Monneron

### Prix Marcel Montreuil
Prix institué entre 1977 et 1982 par la veuve de Marcel Montreuil, Suzanne Morel-Montreuil, elle-même récompensée plusieurs fois : « Ce prix sera attribué à un peintre classique figuratif, âgé de plus de 60 ans, vivant de son art ».
- 1977 : Noël René Bidault (1911-1996), fondateur du "Chevalet de Touraine"[64]
- 1978 : Armand Dimanche[62]

### Prix Fernand Renault
- 1965 : Gilbert Sailly[58]
- 1966 : Alfred Jean Chagniot[55]
- 1972 : Mme Lefevre-Defive[57]
- 1975 : Marcel Brimeau[59]
- 1976 : Henri Andrépetit
- 1977 : Louis Moruzzi
- 1978 : Georges Hervet

### Prix de la Savoie (Fondation Antoine Girard)
- 1911 : Gustave Alaux, Emile Bégule, Gustave Lorain, Jacques-Paul Simon.
- 1912 : Paul Villiers[49].

### Autres récompenses
Des bourses d'études furent également attribuées, comme la bourse de voyage :
- 1881 : Marie-Félix Hippolyte-Lucas
- 1903 : Gustave Grau

ou des encouragements spéciaux :
- 1905 : Alméry Lobel-Riche, 500 francs[66]
- 1907 : Alméry Lobel-Riche, 1000 francs[67]

## Archives
Les archives sont conservées par la Société des artistes français dans ses bureaux du Grand Palais, régulièrement consultées pour une recherche de renseignements sur un artiste ayant exposé au Salon ou la trace d'une œuvre figurant dans les fichiers d'inscription, catalogues et livrets d'exposition, disponibles depuis 1699.
Les archives sont également constituées de livres de comptes rendus d'assemblées, réunions de comités, discours, bulletins internes, lettres de liaison, courriers et parutions diverses.